# Karl Oldenberg
Karl Oldenberg (* 23. September 1864 in Berlin; † 28. Dezember 1936 in Göttingen) war ein deutscher Nationalökonom und Hochschullehrer.

## Leben
Oldenberg wurde 1888 in Berlin bei Gustav Schmoller promoviert. Nach der Habilitation 1891 war er Assistent in der Redaktion des Jahrbuchs für Gesetzgebung, Verwaltung und Volkswirtschaft im Deutschen Reich. 1897 wurde Oldenberg a.o. Professor an der Philipps-Universität Marburg und 1902 o. Professor an der Universität Greifswald. Sie wählte ihn für das akademische Jahr 1912/13 zum Rektor. Von 1914 bis 1929 war er Lehrstuhlinhaber an der Georg-August-Universität Göttingen.
Oldenberg war ein Vorkämpfer landwirtschaftlicher Schutzzölle und ein Gegner der Hochindustrialisierung in Deutschland. Er unterzeichnete 1914 die Erklärung der Hochschullehrer des Deutschen Reiches.
Der Indologe Hermann Oldenberg (1854–1920) und der Dipterologe Lorenz Oldenberg (1863–1931) waren seine Brüder.

## Werke (Auswahl)
- Der russische Nihilismus von seinen Anfängen bis zur Gegenwart. Leipzig 1888
- Studien zur Rheinisch-Westfälischen Bergarbeiterbewegung. Leipzig 1890
- Die Ziele der deutschen Sozialdemokratie. Leipzig 1891
- Deutschland als Industriestaat. 1897
- Grundriss der Sozialökonomik. 1914